# スペース・サーカス
スペース・サーカスとは、1970年代後半に活躍した日本のプログレ、フュージョンバンド。そのテクニカルでファンキーかつスペイシーなサウンドは、過去の日本のバンドにはなく、日本のフュージョンバンドの草分けともいえる。アルバム2枚を残して解散。1978年公開の日活映画「高校大パニック」の映画音楽も担当している。

## 『FUNKY CARAVAN』
デビューアルバム。収録曲「アリババ」が有名。全国のベーシストが驚愕した、岡野一（岡野ハジメ）のベーステクが、おしげなく披露されている。全体的にファンキーでシンプルなサウンドとなっている。1978年発表。

### 収録曲
1. アリババ
2. ネットワーク
3. アフリカン・レゲエ
4. ファンキー・キャラバン
5. THE WAY WE WERE（追憶）
6. スプリング・ウェーブ

### メンバー
- ベース：岡野一（オカノハジメ）
- ギター：佐野行直（サノユキナオ）
- ドラムス：小川宣一（オガワヨシカズ）
- キーボード：山際築（ヤマギワキズク）

## 『FANTASTIC ARRIVAL』
キーボードに、豊田貴志をスペシャルゲストとして迎え、発表されたセカンドアルバム。キーボードのチェンジにより、よりスペイシーで重厚なサウンドに変化している。1979年発表。

### 収録曲（『FANTASTIC ARRIVAL』）
1. ヘビー・デューティー・スペース・ドラゴン
2. ディーモン・ブラスト
3. アクリル・ドリーム
4. ポット・ピープル
5. アクエリアス時代の夜明け（The Dawn Of Aquarius Age）
6. アルカディア
7. ファンタスティック・アライバル

### メンバー（『FANTASTIC ARRIVAL』）
- ベース、ギターシンセサイザー：岡野一（オカノハジメ）
- ギター：佐野行直（サノユキナオ）
- ドラムス：小川宣一（オガワヨシカズ）
- キーボード、ヴァイオリン：豊田貴志（トヨダタカシ：スペシャルゲスト）